# Capio
Capio AB er et internationalt svensk privathospital og sundhedskoncern med hovedkvarter Göteborg. De ejer privathospitaler, sundhedscentre, lægeklinikker, psykologklinikker og vikarbureauer. I Sverige har de 12.000 ansatte og i alt har Capio 36.000 ansatte i Sverige, Norge, Danmark, Frankrig, Storbritannien og Tyskland. Siden 2018 er Capio ejet af franske Ramsay Santé, der er et datterselskab til den multinationale australske sundhedskoncern Ramsay Health Care.

## Danmark
Capio A/S har otte privathospitaler i Danmark med ca. 400 ansatte.
I Danmark ejer datterselskabet Capio A/S 67 % af koncernen WeCare Holding. Wecare er ejer af vikarbureauet for læger og sundhedspersonale Vikteam samt lægehuskæden Alles Lægehus. I alt har Wecare Holding ca. 500 ansatte i Danmark.

## Historie
Capio blev etableret i 1994 som Bure Hälsa och Sjukvård, det var Sveriges første sygehus, som blev drevet som et aktieselskab. I 1999 blev Görans Sjukhus i Stockholm et datterselskab til Bure. I år 2000 blev Capio børsnoteret. I 2018 blev Capio overtaget af franske Ramsay Générale, der afnoterede selskabet på Stockholmsbörsen.